# Альмодовар-дель-Пінар
Альмодовар-дель-Пінар (ісп. Almodóvar del Pinar) — муніципалітет в Іспанії, у складі автономної спільноти Кастилія-Ла-Манча, у провінції Куенка. Населення — 465 осіб (2010).
Муніципалітет розташований на відстані близько 170 км на південний схід від Мадрида, 45 км на південний схід від Куенки.

## Демографія
Динаміка населення (INE ):

## Галерея зображень

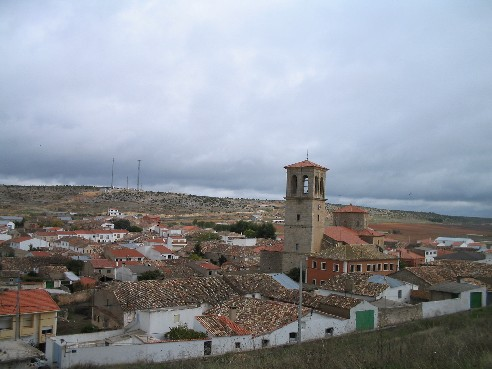
Альмодовар-дель-Пінар